# Petra Schmidt-Schaller

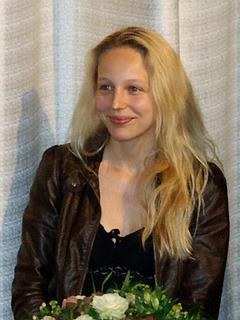
Petra Schmidt-Schaller, 2010

Petra Schmidt-Schaller (* 28. August 1980 in Magdeburg) ist eine deutsche Schauspielerin. Sie stammt aus einer Schauspielerfamilie und wurde, nach ihrem Schauspielstudium und ersten Arbeiten am Theater, 2007 durch eine Hauptrolle im Kinofilm Ein fliehendes Pferd bekannt. Neben weiteren Kinoarbeiten ist sie vor allem in Hauptrollen von Fernsehfilmen und Mehrteilern zu sehen, darunter sechs Tatort-Folgen als Ermittlerin Katharina Lorenz und die Miniserie Die Toten von Marnow, und erhielt dafür wiederholt Schauspielpreise.

## Leben und Wirken

### Kindheit und Jugend
Petra Schmidt-Schaller ist die Tochter des als ostdeutscher Fernsehkrimi-Ermittler bekannt gewordenen Schauspielers Andreas Schmidt-Schaller und der Schauspielerin, Regisseurin und Schauspielprofessorin Christine Krüger. Ihr Großonkel war der Maler und Grafiker Harry Schmidt-Schaller. Sie hat einen Bruder, Thomas Schmidt-Schaller (* 1967), und sie ist die Halbschwester der Schauspieler Tom Radisch (* 1982) und Matti Schmidt-Schaller (* 1996). Im Säuglingsalter kam sie mit ihren Eltern nach Ost-Berlin und wuchs dort im Bezirk Prenzlauer Berg auf. Schon früh lernte sie auch sehr prominente Kollegen ihrer Eltern kennen und stellte fest, „dass alle nur mit Wasser kochen“. Als Schauspielerkind zunächst vom rauen Ton der häuslichen Diskussionen über den Berufsalltag abgeschreckt, entdeckte sie ihre Liebe zur Schauspielerei erst während eines Jahres als Austauschschülerin in den USA 1997–1998, als sie sich zur Teilnahme am Theaterkurs ihrer High School überreden ließ. Im Jahr 2000 legte sie am Heinrich-Schliemann-Gymnasium Berlin ihr Abitur ab.

### Studium und erste Theaterengagements
Von 2001 bis 2005 studierte Petra Schmidt-Schaller Schauspiel an der Hochschule für Musik und Theater „Felix Mendelssohn Bartholdy“ Leipzig, an deren Vorgängerinstitution bereits ihre Eltern gemeinsam studiert hatten. Im Rahmen des dort üblichen Hauptstudiums in ausgewählten Theatern wechselte sie von 2003 bis 2005 ans Schauspielstudio des Deutschen Nationaltheaters Weimar. Gemeinsam mit ihren Studienkollegen wurde sie beim Schauspielschultreffen 2004 in Hannover mit einem Ensemblepreis der Bundesbildungsministerin für die Aufführung von Fritz Katers Zeit zu lieben, Zeit zu sterben ausgezeichnet. Parallel zur Ausbildung erhielt sie ein Engagement am Großen Haus des Nationaltheaters. So spielte sie im dritten Studienjahr die Hermia in Ein Sommernachtstraum und die weibliche Titelrolle neben Romeo-Darsteller Patrick Güldenberg in Georg Schmiedleitners Inszenierung von Romeo und Julia. In Thomas Thiemes Inszenierung von drei Teilen der modernen Shakespeare-Adaption Schlachten! verkörperte sie 2005 die zentrale Figur Margaretha di Napoli. Weitere Rollen in Weimar waren die Desirée in Werner Schwabs Volksvernichtung oder meine Leber ist sinnlos und die Clarice in Goldonis Der Diener zweier Herren.
Nach dem Studienabschluss als Diplom-Schauspielerin folgte 2005 ein Gastengagement an den Städtischen Bühnen Osnabrück, wo sie die Carol in Tennessee Williams’ Orpheus steigt herab und  die Neasa bei der deutschsprachigen Erstaufführung von Conor McPhersons Shining City spielte.

### Film und Fernsehen
Bereits 2003 war die damalige Schauspielstudentin in der Folge Tödliche Falle aus der Fernsehserie SOKO Leipzig zu sehen. Als Freundin eines Kriminellen wurde sie von Kriminalhauptkommissar Trautzschke verhört, dargestellt von ihrem Vater. Ihre erste Rolle in einem abendfüllenden Kinospielfilm hatte Petra Schmidt-Schaller im Sommer 2005 als liebeshungrige, exaltierte Schauspielerin Ada in der prominent besetzten, aber wenig erfolgreichen Beziehungskomödie Reine Formsache. Es folgte ein Kurzauftritt als Rosa Teuber in Jo Baiers Fernsehfilm Nicht alle waren Mörder. Im Frühjahr 2006 spielte sie ihre erste Kino-Hauptrolle als ehrgeizige Nachwuchspolizistin Ulla im Roadmovie Balkan Traffic – Übermorgen Nirgendwo, das erst Ende 2008 in wenigen Kinos lief.
Ihren ersten großen Erfolg konnte Petra Schmidt-Schaller mit der im September 2007 angelaufenen Literaturverfilmung Ein fliehendes Pferd verzeichnen. Über ein Casting kam die Newcomerin ins Darsteller-Quartett mit den etablierten Größen Ulrich Noethen, Katja Riemann und Ulrich Tukur. Sie spielte die verführerische Helene, die junge Geliebte des in der Midlife Crisis steckenden, von Tukur dargestellten Klaus Buch. Für ihre Leistung wurde sie mit dem Bayerischen Filmpreis 2007 als beste Nachwuchsdarstellerin ausgezeichnet. Die Laudatio feierte sie als „überraschendste Neuentdeckung im hervorragenden Schauspielerensemble“, die „mit überzeugender Leichtigkeit Naivität und Unbedarftheit mit Anmut und Erotik“ verbinde und „mit ihrem harmonischen Spiel im Kreis der vier Protagonisten ganz wesentlich zum Erfolg dieser fesselnden Literaturverfilmung“ beitrage. Der Film brachte ihr Nominierungen für weitere Preise ein, zudem die Aufnahme in die Vorauswahl für den 58. Deutschen Filmpreis in der Kategorie Beste darstellerische Leistung – weibliche Nebenrolle.

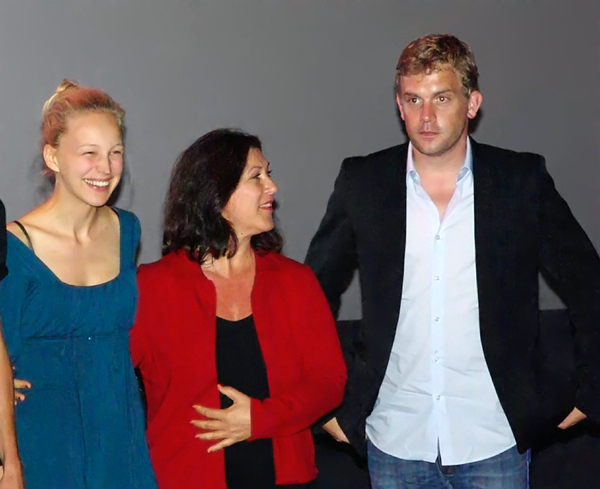
Mit Eva Mattes (Mitte) und Sebastian Bezzel bei der Premiere des Tatorts Bluthochzeit auf dem Filmfest Hamburg 2009

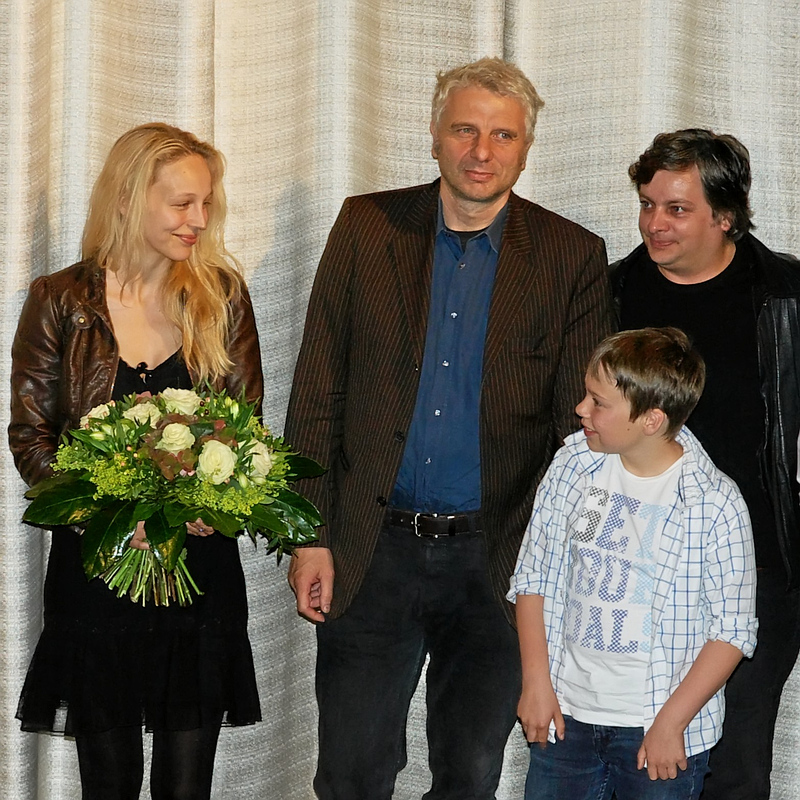
Premiere des Fernsehfilms Das geteilte Glück beim Filmfest München 2010. Schmidt-Schaller mit Udo Wachtveitl, Andreas Warmbrunn und Rüdiger Klink

2007 war Schmidt-Schaller an drei Produktionen fürs ZDF beteiligt: In der Folge Bernie von SOKO Leipzig (Erstausstrahlung Oktober 2008) spielte sie eine depressive Patientin einer psychiatrischen Klinik, die schließlich als Mörderin überführt wird. Im zweiten Teil des Dokudramas Die Wölfe erhielt sie ebenso eine Nebenrolle wie in der Familienkomödie Das Beste kommt erst, aus der bis 2015 eine vierteilige Filmreihe entstand. Darin wurde sie erneut von Rainer Kaufmann besetzt, dem Regisseur von Ein fliehendes Pferd.
In Nacht vor Augen, dem im Forum der Berlinale 2008 uraufgeführten, mehrfach preisgekrönten Debütfilm der Regisseurin Brigitte Maria Bertele, war Schmidt-Schaller in einer Hauptrolle als die Freundin eines von Hanno Koffler dargestellten, aus Afghanistan traumatisiert zurückgekehrten Bundeswehrsoldaten zu sehen.
Die im Jahr 2008 auf den Bahamas und in Berlin entstandene ProSieben-Neuverfilmung von Der Seewolf zeigte Petra Schmidt-Schaller an der Seite von Thomas Kretschmann und Florian Stetter als die von den männlichen Hauptfiguren umkämpfte schiffbrüchige Schriftstellerin Maud Brewster. Die Erstausstrahlung des aufwändigen Zweiteilers im November 2008 erbrachte ihr größere Medienaufmerksamkeit. Ebenfalls 2008 fanden die Dreharbeiten für den Bodensee-Tatort Bluthochzeit des SWR mit Schmidt-Schaller in einer Hauptrolle statt. Sie spielte eine Braut, die auf dem Hochzeitsfest entführt wird und aufgrund der Verwicklung in kriminelle Machenschaften in Gefahr gerät.
In weiteren Fernsehfilm-Hauptrollen verkörperte sie sehr unterschiedliche Charaktere. Im ZDF-Sonntagsfilm Ein Sommer in Long Island, der Anfang 2009 in Südafrika gedreht wurde, war Schmidt-Schaller als „personifizierter Sonnenschein“ neben Marc Hosemann und Max von Thun zu sehen. Die Rolle in Thomas Freundners ARD-Sozialdrama Das geteilte Glück brachte ihr den erstmals verliehenen Deutschen Schauspielerpreis und eine Nominierung für den Deutschen Fernsehpreis 2011 in der Kategorie Beste Schauspielerin ein. Als Freiburger Mutter, die in ärmlichen Verhältnissen das kurz nach der Geburt vertauschte Kind eines Anwalts aufzieht, spricht die Berliner Schauspielerin breiten badischen Regiolekt. Kritiker bescheinigten ihr anlässlich der Fernseh-Erstausstrahlung im Februar 2011 „überzeugendes“, „sehr berührendes“ Spiel, eine „herausragende, emphatische, glaubwürdige, wahrhaftige“ Darstellung und „große Klasse“. Auch ihre „ergreifende“, „fein nuancierte“ Darstellung einer trauernden Mutter an der Seite von Christian Berkel im ZDF-Krimi Das dunkle Nest wurde von der Kritik positiv hervorgehoben. Der Ende 2010 unter der Regie von Christine Hartmann gedrehte Film wurde 2011, wie ein Jahr zuvor Das geteilte Glück, beim Filmfest München uraufgeführt.
In Yasemin Şamderelis Ende 2009 parallel zu Das geteilte Glück entstandener Tragikomödie Almanya – Willkommen in Deutschland gehörte Schmidt-Schaller als Schwiegertochter einer türkischen Familie und Filmpartnerin von Denis Moschitto zum Hauptensemble. Almanya war der Auftakt zu einer Reihe von Kinofilmen, in denen die Schauspielerin meist größere Rollen erhielt. Zunächst nahm sie jedoch mit einem Kurzauftritt in dem Anfang 2010 in Berlin gedrehten Thriller Unknown Identity erstmals an einer internationalen Kino-Großproduktion teil: Als Grenzbeamtin fertigte sie dort Liam Neeson ab. Beide Filme liefen außer Konkurrenz im Wettbewerbsprogramm der Berlinale 2011 und waren im Kino Publikumserfolge.
Eine komödiantisch-dramatische Hauptrolle erhielt Schmidt-Schaller in Marcus H. Rosenmüllers von Mai bis Juli 2010 gedrehtem Kinofilm Sommer in Orange als Berliner Bhagwan-Anhängerin Amrita in der oberbayerischen Provinz der frühen 1980er-Jahre. Mehr als eine halbe Million Besucher sahen den Film nach seinem Kinostart im August 2011. In Löwenzahn – Das Kinoabenteuer, dem Film zur ZDF-Kinderserie Löwenzahn, übernahm sie als intriganter Vamp Cora neben Dominique Horwitz den Bösewicht-Part. In dem Psychodrama Unter Nachbarn spielte sie die weibliche Hauptrolle neben Maxim Mehmet und Charly Hübner. Der Film wurde im Hauptwettbewerb des Internationalen Filmfestivals Shanghai 2011 uraufgeführt.
Beinahe sieben Millionen Fernsehzuschauer erreichte im April 2013 das ZDF-Krimidrama Der Tote im Watt mit Petra Schmidt-Schaller in der Hauptrolle als Filmtochter von Thomas Thieme. Die Ausstrahlung lief wenige Wochen vor der Premiere der Tatort-Folge Feuerteufel. Dort war die Schauspielerin erstmals als LKA-Ermittlerin Katharina Lorenz neben Wotan Wilke Möhring als Tatort-Kommissar Thorsten Falke des NDR zu sehen. Laut eigener Aussage erfuhr sie erst einen Tag vor Beginn der Dreharbeiten, dass es sich um einen neuen Ableger der erfolgreichsten deutschen Krimireihe handelte. Die Filme mit den Ermittlern spielen an wechselnden Orten in Norddeutschland. Mit dem dritten Fall Kaltstart, der in Wilhelmshaven angesiedelt ist, wechselten Falke und Lorenz als erste Tatort-Ermittler zur Bundespolizei. Nach dem sechsten, im Herbst 2015 ausgestrahlten Fall Verbrannt beendete Schmidt-Schaller ihr Engagement.
2013 stand sie für die deutsch-österreichische TV-Großproduktion Der Wagner-Clan. Eine Familiengeschichte als Richard Wagners Tochter Isolde mit Iris Berben, Heino Ferch, Lars Eidinger und Eva Löbau vor der Kamera. Neben Jürgen Vogel und Moritz Bleibtreu spielte sie in Maximilian Erlenweins Kinothriller Stereo, der seine Premiere in der Sektion Panorama der Berlinale 2014 hatte. 2017 war sie neben Jürgen Prochnow im Kinofilm Leanders letzte Reise zu sehen. Es folgten zahlreiche Fernseh- und Kinofilme, in denen Petra Schmidt-Schaller Hauptrollen übernahm: Eine gute Mutter (2017), Der Mordanschlag (2018), Wendezeit (2019), Die Toten von Marnow (2021), Over & Out (2022), Ein Schritt zum Abgrund (2022) u. a.

### Mitgliedschaften, sonstige künstlerische Tätigkeit
Petra Schmidt-Schaller ist Mitglied der Deutschen Filmakademie und des Bundesverbandes Schauspiel (BFFS). 2013 gehörte sie zur Jury des Deutschen Schauspielerpreises.
Neben der Filmschauspielerei ist sie als Sprecherin tätig. So wirkte sie an szenischen Lesungen beispielsweise von Texten Kurt Tucholskys mit. Gemeinsam mit ihrem Vater und dem Gitarristen Frank Fröhlich hielt sie, auch als Hörbuch erschienene, literarisch-musikalische Lesungen über Das alte Weimar. Ebenfalls mit ihrem Vater las sie 2013 aus Martin Walsers Roman Ein liebender Mann. Als Hörbuchsprecherin las sie mehrere Romane von Joy Fielding ein und nahm Werke der DDR-Kinderliteratur auf. Ebenfalls an den Nachwuchs richten sich ihre Illustrationen für ein 2010 im Theater Erfurt aufgeführtes Kindermusical, mit denen sie auch bildnerisch gestaltend in Erscheinung trat. An der Theaterakademie Vorpommern wirkte sie 2018 als Dozentin für Filmschauspiel.

### Privates
Schmidt-Schaller lebt in Berlin, ist geschieden und hat eine Tochter.

## Filmografie
- 2003: SOKO Leipzig (Fernsehserie; Folge Tödliche Falle)
- 2003: Die Form des Wassers (Kurzfilm)[33]
- 2005: Box (Kurzfilm), Studentenfilm an der Bauhaus-Universität Weimar[34]
- 2006: Schokolade im Bauch (Kurzfilm)[35]
- 2006: Reine Formsache
- 2006: Nicht alle waren Mörder (Fernsehfilm)
- 2007: Ein fliehendes Pferd
- 2007: Schönen Tag, Marie (Kurzfilm)
- 2008: Nacht vor Augen
- 2008: Das Beste kommt erst (Fernsehfilm)
- 2008: SOKO Leipzig (Folge Bernie)
- 2008: Der Seewolf (Fernseh-Zweiteiler)
- 2008: Balkan Traffic – Übermorgen Nirgendwo
- 2009: Die Wölfe (Fernseh-Dreiteiler; Teil 2: Zerbrochene Stadt)
- 2009: Tatort (Fernsehreihe; Folge Bluthochzeit)
- 2009: Ein Sommer in Long Island (Fernsehfilm)
- 2010: Das geteilte Glück (Fernsehfilm)
- 2011: Unknown Identity (Unknown)
- 2011: Almanya – Willkommen in Deutschland
- 2011: Löwenzahn – Das Kinoabenteuer
- 2011: Unter Nachbarn
- 2011: Das dunkle Nest (Fernsehfilm)
- 2011: Sommer in Orange
- 2012: Grimms Meise (Kurzfilm)
- 2012: In den besten Familien (Fernsehfilm)
- 2012: Nein, Aus, Pfui! Ein Baby an der Leine (Fernsehfilm)
- 2013: Der Tote im Watt (Fernsehfilm)
- 2013: Tatort (Folge Feuerteufel)
- 2013: Tatort (Folge Mord auf Langeoog)
- 2013: Beste Bescherung (Fernsehfilm)
- 2013: Der Wagner-Clan. Eine Familiengeschichte (Fernsehfilm)
- 2014: Stereo
- 2014: Tatort (Folge Kaltstart)
- 2014: Tatort (Folge Die Feigheit des Löwen)
- 2014: Ich will dich (Fernsehfilm)
- 2014: Die kalte Wahrheit (Fernsehfilm)
- 2014: Tatort (Folge Frohe Ostern, Falke)
- 2015: Das Dorf des Schweigens (Fernsehfilm)
- 2015: Tatort (Folge Verbrannt)
- 2015: Ellas Entscheidung (Fernsehfilm)
- 2015: Das beste aller Leben (Fernsehfilm)
- 2016: Ein gefährliches Angebot (Fernsehfilm)
- 2016: Was im Leben zählt (Fernsehfilm)
- 2016: Ein Mann unter Verdacht (Fernsehfilm)
- 2017: Leanders letzte Reise
- 2017: Ich war eine glückliche Frau (Fernsehfilm)
- 2017: Eine gute Mutter (Fernsehfilm)
- 2017: Eine Braut kommt selten allein (Fernsehfilm)
- 2017: Keine zweite Chance (Fernseh-Zweiteiler)
- 2017: Das deutsche Kind (Fernsehfilm)
- 2018: Wir lieben das Leben (Fernsehfilm)
- 2018: Der Mordanschlag (Fernseh-Zweiteiler)
- 2018: Getrieben (Fernsehfilm)
- 2018: Pauls Weihnachtswunsch (Fernsehfilm)
- 2019: Wendezeit (Fernsehfilm)
- 2020: Tödliche Geheimnisse (Fernsehreihe; Folge Das Versprechen)
- 2021: Die Toten von Marnow (Fernsehserie)
- 2021: Nö
- 2021: Der Kopf der Katze (Kurzfilm)
- 2021: Mord in der Familie – Der Zauberwürfel (Fernseh-Zweiteiler)
- 2022: Over & Out
- 2022: Ein Schritt zum Abgrund (Fernseh-Mehrteiler)
- 2022: Der Scheich (Fernsehserie)
- 2024: Im Rosengarten
- 2024: Finsteres Herz – Die Toten von Marnow 2 (Fernsehserie)
- 2025: Lillys Verschwinden (Fernseh-Zweiteiler)

## Sprechrollen

### Film
- 2014: Between Times (Kurzfilm von Max Porter und Ru Kuwahata, Erzählerin als Kuckucksuhr)[36]
- 2018: Der Krieg und ich (Fernsehserie, Sprecherin der Begleittexte)

### Hörbücher
- 2007: Frank Fröhlich (Herausgeber und Gitarre): Das alte Weimar: Ein literarisch-musikalischer Streifzug durch Weimar von Goethe bis Herder. Andreas Schmidt-Schaller und Petra Schmidt-Schaller (Sprecher), Fröhlich Verlag/Goldmund Hörbücher, Dresden. ISBN 3-939669-10-5
- 2008: Christiane Gohl: Ein Geschenk vom Universum. Eine Liebes-Geschichte. Steinbach Sprechende Bücher, Schwäbisch Hall. ISBN 3-88698-946-1
- 2009: Peter Brock: Ich bin die Nele. Lübbe, Bergisch Gladbach. ISBN 978-3-7857-3675-3
- 2011: Kiersten White: Flames ’n’ Roses – Lebe lieber übersinnlich. Jumbo Neue Medien, Hamburg. ISBN 3-8337-2808-6
- 2014: Cornelia Philipp: Leona und das Mädchen im Spiegel. Ohrka e. V., Berlin (online)
- 2015: Thommie Bayer: Weißer Zug nach Süden. Audio Media, München. ISBN 978-3-86804-434-8
- 2015: Joy Fielding: Sag, dass du mich liebst. Der Hörverlag, München 2015, ISBN 978-3-8445-1776-7
- 2016: Joy Fielding: Die Schwester. Der Hörverlag, München 2016, ISBN 978-3-8445-2169-6
- 2017: Joy Fielding: Solange du atmest. Der Hörverlag, München 2017, ISBN 978-3-8445-2691-2
- 2017: JP Delaney: The Girl Before – Sie war wie du. Und jetzt ist sie tot. Der Hörverlag, München 2017, ISBN 978-3-8445-2543-4
- 2019: Joy Fielding: Blind Date. Der Hörverlag, München 2019, ISBN 978-3-8445-3437-5

### Hörspiele
- 2017: Daniel Kehlmann: Heilig Abend. Mit Petra Schmidt-Schaller und Wanja Mues. WDR.[37][38]
- 2019: Edgar Linscheid, Stuart Kummer: Hotel 4 Xmas. WDR 3.[39][40]
- 2022: Stuart Kummer, Edgar Linscheid: GRËUL. WDR 1 Live.[41]
- 2024: Stuart Kummer, Edgar Linscheid: GRЁUL. Teil 2: Die Legende erwacht.  WDR 1 Live.[42]

## Auszeichnungen

### Gewonnen
- 2004: Förderpreis für Schauspielstudierende der Bundesministerin für Bildung und Forschung, erster Ensemblepreis an Studierende der Hochschule für Musik und Theater „Felix Mendelssohn Bartholdy“ Leipzig, Studio Weimar (Christian Apel, Puja Behboud, Lea Draeger, Gina Henkel, Martin Klemm, David Kramer, Martin Neuhaus, Petra Schmidt-Schaller; Inszenierung: Olaf Hilliger) für Zeit zu lieben Zeit zu sterben von Fritz Kater beim Theatertreffen deutschsprachiger Schauspielstudierender in Hannover[43]
- 2008: Bayerischer Filmpreis 2007 als beste Nachwuchsdarstellerin in Ein fliehendes Pferd
- 2012: Deutscher Schauspielerpreis in der Kategorie weibliche Hauptrolle für Das geteilte Glück
- 2016: Deutscher Fernsehkrimipreis als beste Darstellerin für Tatort: Verbrannt
- 2018: Goldene Kamera als beste deutsche Schauspielerin für Ich war eine glückliche Frau und Keine zweite Chance
- 2018: Deutscher Fernsehkrimipreis als beste Darstellerin für Keine zweite Chance
- 2018: Deutsche Akademie für Fernsehen, Schauspielerin – Hauptrolle für Eine gute Mutter[44]
- 2021: Deutscher Fernsehpreis in der Kategorie beste Schauspielerin für Die Toten von Marnow[45]
- 2023: Schauspieler*innenpreis des Hessischen Rundfunks in der Kategorie Beste Hauptrolle für Ein Schritt zum Abgrund[46][47]

### Nominiert
- 2007: Förderpreis Deutscher Film, beste Darstellerin für Ein fliehendes Pferd
- 2007: Undine Award, Beste(r) jugendliche(r) KomödiantIn für Ein fliehendes Pferd
- 2008: Goldene Henne, Kategorie Schauspieler in Film und Fernsehen[48]
- 2008: Undine Award, Beste(r) jugendliche(r) KomödiantIn für Balkan Traffic – Übermorgen Nirgendwo[49]
- 2011: Deutscher Fernsehpreis, Beste Schauspielerin für Das geteilte Glück
- 2012: Preis der deutschen Filmkritik 2011, Beste Darstellerin für Das geteilte Glück
- 2015: Goldene Kamera, Beste deutsche Schauspielerin für Der Wagner-Clan
- 2017: Deutscher Fernsehpreis, Beste Schauspielerin für Ein gefährliches Angebot, Das Dorf des Schweigens und Ein Mann unter Verdacht